# Parker (éditeur)
Pour les articles homonymes, voir Parker.
Parker — anciennement Parker Brothers — est un éditeur de jeux de société des États-Unis, surtout connu pour son Monopoly. La marque appartient au groupe Hasbro, mais son nom apparaît toujours sur de nombreuses boîtes.

## Historique

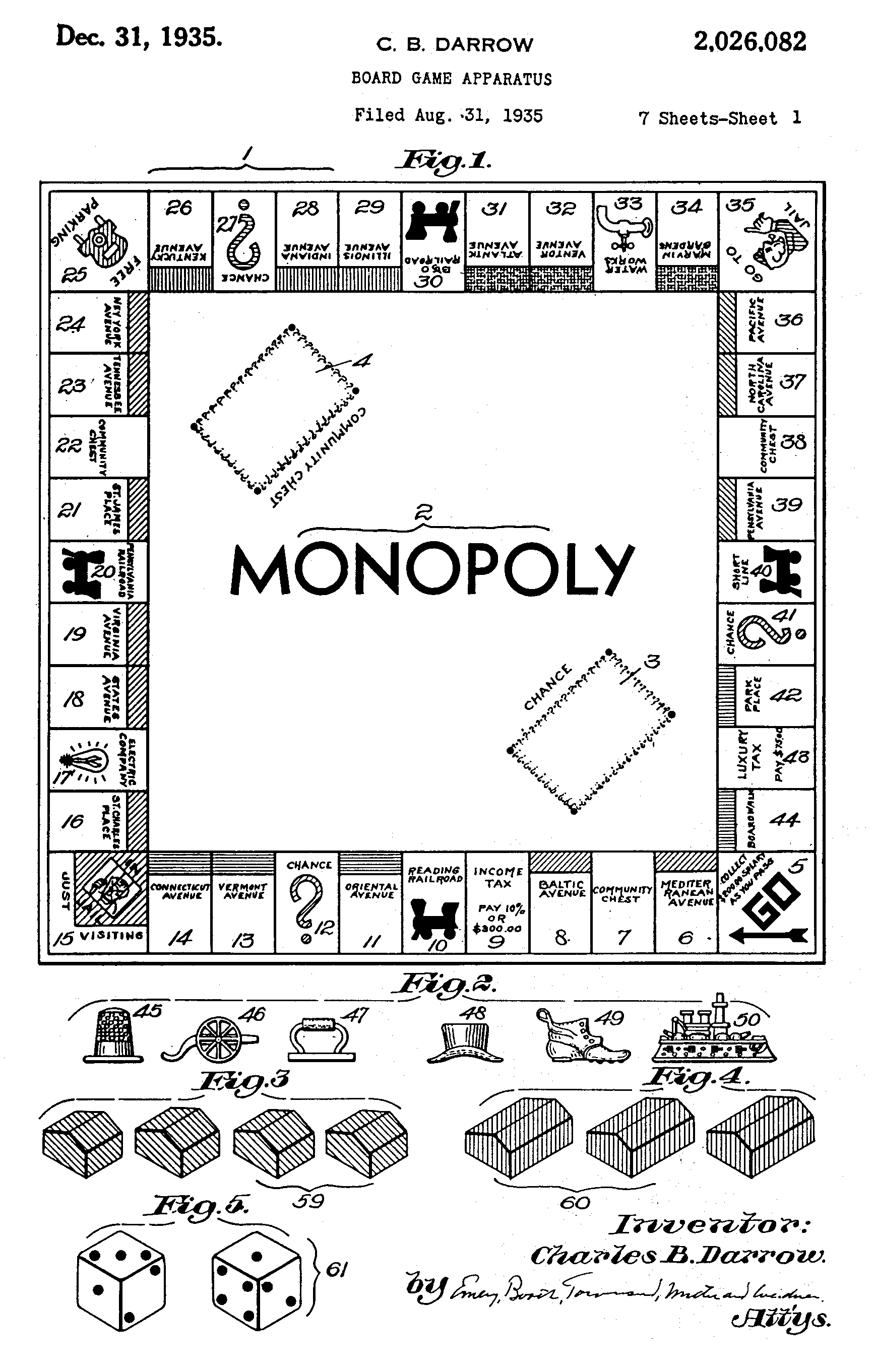
Première page du dépôt de marque du Monopoly en 1935 par Charles Darrow.

Parker Brothers a été fondé par George S. Parker. Parker a fondé sa société de jeux, initialement appelée George S. Parker Company, dans sa ville natale de Salem, dans le Massachusetts, en 1883. Il a créé son premier jeu, appelé Banking, en 1883, alors qu'il avait 16 ans. Sans se décourager, il a dépensé 40 $ pour publier 500 exemplaires de Banking. Nombreux de ses jeux étaient basés sur des événements importants de l'époque : Klondike est basé sur la ruée vers l'or du Klondike, et War in Cuba est basé sur la guerre hispano-américaine imminente. En 1906, Parker Brothers a publié le jeu Rook et il est devenu le jeu le plus vendu dans le pays.
En 1931, Charles Darrow, chômeur, découvre le jeu The Landlord's Game inventé en 1904 par Elizabeth Magie grâce à des voisins. Il crée alors un jeu très proche nommé Monopoly et le propose à Parker Brothers, qui le refuse notamment parce qu'il était trop complexe. Charles Darrow commercialise alors le jeu par ses propres moyens et obtient un succès tel qu'en 1935, Parker Brothers lui achète les droits du jeu,. La firme rachète ensuite les droits originaux à Elizabeth Magie en 1936 ; celle-ci les cède à bas prix, sans droits d'auteur : elle n'est pas intéressée par l'argent mais veut la diffusion du message du jeu. La société a continué à se développer au cours des décennies suivantes, produisant des jeux tels que Cluedo (publié sous le nom de Clue en Amérique du Nord), Risk  et Sorry !.
En 1968, General Mills achète Parker Brothers. Même après la mort de George Parker, la société est restée une entreprise familiale jusqu'en 1968, date à laquelle General Mills a racheté la société. En 1977, la société a construit son siège à  Berverly dans le Massachusetts.
Selon Jigsaw Puzzles : An Illustrated History and Price Guide, par Anne D. Williams, Parker Bros. a fermé la ligne Pastime dans les années 1950 et ses puzzles découpés à l'emporte-pièce ont été progressivement abandonnés à la fin des années 1970. La branche a publié douze titres en février 1984 ; les ventes de ces livres ont atteint 3,5 millions d'unités.
Au début de l'année 1983, Parker Brothers a dépensé 15 millions de dollars pour créer une branche d'édition de livres; leurs premiers titres portaient sur les franchises American Greetings, The Care Bears et Strawberry Shortcake,. Parker Brothers a également exploité une maison de disques à la même époque ; l'une de ses sorties, basée sur le jeu Cabbage Patch Kids de Coleco et impliquant les frères Tom et Stephen Chapin, intitulé Cabbage Patch Dreams, a été certifié "Gold" par la Recording Industry Association of America (RIAA) en juillet 1984,.
En 1988, Parker Brothers conclut un accord avec Martindale/Gilden Productions pour développer des jeux télévisés, tels que Boggle.
Elle est rachetée par Tonka en 1987, puis Hasbro rachète Tonka en 1991. Hasbro était déjà propriétaire de Milton Bradley Company lors de son acquisition de Tonka. Le bureau chef de Parker Brothers continue d'être  à Beverly (Massachusetts), mais la production des jeux est transférée au siège social de Milton Bradley à East Longmeadow. En 1998, Parker Brothers et Milton Bradley sont regroupés sur le nouveau campus de Hasbro Games (basé dans l'ancien siège de Parker Brother) pour former Hasbro Games.
En 2009, Hasbro met fin aux marques MB et Parker, publiant désormais les jeux sous la marque Hasbro.

## Quelques jeux édités
- La Bonne Paye
- Monopoly
- Cluedo
- Risk
- Focus, 1963-1980, Sid Sackson, Spiel des Jahres  1981, Essener Feder  1981
- Diplomacy, 1978, Allan B. Calhamer (réédition)
- Der fliegende Holländer (Le Hollandais volant), 1992, Klaus Teuber, Deutscher Spiele Preis  1992
- Tal der Abenteuer, 2006, Reiner Knizia, Spiel der Spiele  2006
- Le Ouija
- Le Château Lafortune
- Scrabble